# 河西昌枝
河西 昌枝（かさい まさえ、結婚後の姓は中村、1933年7月14日 - 2013年10月3日）は、日本の元女子バレーボール選手。東洋の魔女 (Oriental Witches) の主将。金メダリスト。

## 来歴
山梨県中巨摩郡（現在の南アルプス市）の出身。山梨県立巨摩高等学校卒業後、日紡に入社する。
河西は『東洋の魔女』の主将として1962年世界選手権優勝、1964年東京五輪でコーチ兼主将として優勝に大いに貢献した。ポジションはセッターで、長身を生かして前衛ではセンタープレーヤーも務めた。
1965年1月に日紡を退社。同年5月30日に当時の総理大臣である佐藤栄作の取り計らいで2歳年上の自衛官と結婚した。
選手のファンであった女優の淡島千景がオーナーとなって設立したバレーボールのクラブチーム「フジクラブ」にも参加、同クラブの中心選手として活躍した（フジクラブは国民体育大会バレーボール競技一般女子の部において、1965年、1966年と二連覇した。1968年頃までには活動を終えたという）。またその後は、ママさんバレー教室の講師も務め、普及に尽力した。
2003年3月に日本バレーボール協会の女子強化委員長に就任し、 2004年アテネ五輪では全日本女子チームの団長（チームマネージャー）を務めた。
2008年にバレーボール殿堂入りを果たした。
2013年10月3日、脳出血のため東京都内の病院で死去。80歳没。

## 人物・エピソード
- 1962年の世界選手権対ソ連戦で、1セット目を先取され皆が意気消沈していると、河西は前田豊団長に「あの程度の相手なら必ず勝ちます」と言い放ち、平然とプレーを続けたという。コート内で冷静な判断を行える司令塔がいたことが東洋の魔女の強みでもあった。
- 周囲が目を覆うような過酷な練習が続いた日々の中、結婚を先延ばしした河西は大松博文監督へのささやかな抵抗として、爪を伸ばしていた[6]。
- 「バレーボールの応援団長」を自任し、オリンピックの際には自費で現地に駆けつけ応援したという[3]。

## 球歴
- 全日本代表としての主な国際大会出場歴
  - オリンピック - 1964年
  - 世界選手権 - 1960年、1962年

## 所属チーム
- 山梨県立巨摩高等学校
- 日紡関ヶ原
- 日紡足利
- 日紡貝塚（ - 1964年）

## 関連作品
- 『いだてん〜東京オリムピック噺〜』（2019年、NHK） - 演：安藤サクラ